# شبه براق
شبه براق (الاسم العلمي: Actenoides)، هو جنس من الرفرافيات في الفصيلة الفرعية لرفراف الشجر. تم إكتشاف جنس شبه براق بواسطة عالم الطيور الفرنسي تشارلز لوسيان بونابرت في عام 1850. يعرف بأنه ذات نوع نمطي وهو طائر هومبرون. اسم الجنس مشتق من الكلمة اليونانية القديمة aktis aktinos لكلمة «شعاع» أو «سطوع» و -oidēs لـ «شبه». وجدت دراسة جزيئية نُشرت في عام 2017 أن جنس شبه براق، كما هو مُعرَّف حاليًا، هو شبه عرق. صياد السمك المتلألئ في النوع الأحادي من جنس Caridonax هو عضو من الفصيلة التي تحتوي على الأنواع في جنس الأكتينويد.